# Kolmeersland
Het Kolmeersland, in de volksmond: Starteiland, voorheen: De Sweagen, is een eiland in het Sneekermeer.
Het eiland rust op een twee meter dikke veenlaag, die zelf rust op een diluviale zandbank. Aan de oppervlakte is het veen afgedicht met een 30 cm dikke zeekleilaag. Naast het Kolmeersland ligt het Schareiland. Over het ontstaan van het Kolmeersland ontstaat enige onduidelijkheid.

## Naamgeving
De herkomst van de naam Kolmeersland is te verklaren naar het Kolmeer, dat voor het ontstaan van het huidige Sneekermeer op deze locatie lag. In de volksmond werd het eiland sinds medio 1900 De Sweagen genoemd, een Oudfriese benaming voor grasland. Sinds de Tweede Wereldoorlog noemt de lokale bevolking het eiland het Starteiland.
De naam Starteiland verwijst naar de functie van het eiland voor de Koninklijke Watersportvereniging Sneek, die het eiland sinds 1919 gebruikt als controlecentrum bij zeilwedstrijden op het Sneekermeer. Het Kolmeersland is veelal bekend vanwege de zeilwedstrijden tijdens de Sneekweek en het Skûtsjesilen.

## Ontwikkeling
Het eiland heeft in de loop der jaren verschillende gedaanteverwisselingen ondergaan. Begin vorige eeuw werd er een gebouw voor horeca op het eiland gebouwd, dit is nog altijd aanwezig en heet sinds 1970 It Foarûnder. Naast deze horecagelegenheid bevinden zich op het eiland jachthavens en sanitaire voorzieningen voor bezoekers. Er zijn ook een kampeerterrein en een snackbar.
De starttoren is het meest markante gebouw en kent een lange geschiedenis. In de beginjaren was deze toren een houten verhoging met seinvlaggen (het kraaiennest), voor de oorlog zijn hier een stenen gebouw en toren voor in de plaats gekomen. Tegenwoordig is het gebouw een modern wedstrijdcentrum met alle bijbehorende elektronica en ruimten. De starttoren zoals deze nu op het eiland staat is ontstaan na een verbouwing in 1978. De gemeente Sneek heeft in 2010 het eiland een opknapbeurt gegeven, onder meer de jachthaven is vergroot en de overige voorzieningen zijn gemoderniseerd en uitgebreid.

## Koninklijk Bezoek
Hare Majesteit Koningin Beatrix bracht op 4 augustus 2010, ter gelegenheid van de 75ste Sneekweek, een bezoek aan het eiland. Hierbij stond zij zelf aan het roer van de Groene Draeck.

## Bereikbaarheid
Het Kolmeersland is dagelijks vanaf het vasteland te bereiken met de Pont Kolmeersland, een veerdienst die in de zomermaanden af en aan vaart vanaf de Paviljoenwei. Tijdens de Sneekweek vaart de Poieszboot naar het eiland en stopt de Sneekermeerbus bij de afvaarplaatsen van de veerdiensten.